# Худеје
Худеје (словен. Hudeje) је насељено место у општини Требње, регија Југоисточна Словенија, Словенија.

## Историја
До територијалне реорганизације у Словенији биле су у саставу старе општине Требње.

## Становништво
У попису становништва из 2011. године, Худеје су имале 307 становника.
| Број становника према пописима | Број становника према пописима | Број становника према пописима |
| ------------------------------ | ------------------------------ | ------------------------------ |
| 1991.                          | 2002.                          | 2011.                          |
| 183                            | 207                            | 307                            |

Напомена: Године 2014. смањен за део насеља који је проглашен за ново самостално насеље Вејар.